# Magusa oenops
Magusa oenops är en fjärilsart som beskrevs av Louis Beethoven Prout 1928. Magusa oenops ingår i släktet Magusa och familjen nattflyn. Inga underarter finns listade i Catalogue of Life.